# Argidava (chi bướm)
Argidava là một chi bướm đêm thuộc họ Geometridae.

## Các loài
- Argidava subviduata Walker, [1863]